# Glauke (Nereide)
Glauke (altgriechisch Γλαύκη) ist in der griechischen Mythologie eine Tochter des Nereus und der Okeanide Doris und somit eine der Nereiden.
Homer kennt sie im Rahmen seiner Aufzählung der Nereiden nicht, während sie Hesiod in seiner Theogonie aufzählt. Im Nereidenkatalog bei Hyginus Mythographus wird sie genannt. Ihr Name bezeichnet das blauglänzende Meer, weswegen sie bei Hesiod mit der Nereide Galene, der Meeresstille, ein Paar bildet. An anderer Stelle in der Theogonie wird sie mit dem Meer selbst gleichgesetzt. Sie wurde verschiedentlich in der griechischen Vasenmalerei dargestellt.